# Le ragazze del Coyote Ugly
Le ragazze del Coyote Ugly (Coyote Ugly) è un film del 2000 diretto da David McNally, con Piper Perabo, Adam Garcia e Maria Bello.

## Trama
Violet Sanford è una ragazza del New Jersey che aspira a diventare una cantautrice, ma convive con la paura del palcoscenico. Decisa ad inseguire il suo sogno, lascia la casa dove vive con il padre Bill alla volta di New York. Gira la città proponendo i suoi provini ma familiarizza presto con la spietatezza del panorama musicale. Una sera, presa in giro dal barista di un locale, consegna la cassetta con sopra incisi i suoi brani al cuoco Kevin, spacciato dal barista per proprietario del night club. Il ragazzo dapprima tenta di sfruttare l'opportunità per approcciare la ragazza, ma sbugiardato dopo pochi istanti dal responsabile della cucina, si scusa con la ragazza, con la quale inizia a parlare ed a fare amicizia. 
Violet trova lavoro dopo varie peripezie nel locale di Lil chiamato Coyote Ugly, dove avvenenti bariste intrattengono i clienti con balli sexy sul bancone del locale. Violet si fa trasportare da quel mondo e dimentica il motivo per cui era arrivata a New York. Una sera, a sorpresa, suo padre si presenta al locale per vederla lavorare, ma assiste ad un'esibizione della figlia e delle altre ragazze e dopo averle detto di disapprovare quello che sta facendo va via. Poco tempo dopo anche Kevin, nel frattempo diventato il suo ragazzo, va a trovarla al bar e lei lo allontana, ma viene comunque licenziata per via di una delle poche regole del locale: non portare mai il proprio ragazzo al bar.
Nel frattempo il padre viene investito raggiungendo la propria postazione di lavoro al casello e viene ricoverato in ospedale. Violet fa pace con il padre e lo accudisce durante la convalescenza, ma sempre con il sogno nel cassetto pronto ad essere coltivato. Finalmente viene chiamata per un ingaggio a seguito dell'ascolto di un suo brano, e la sera del suo debutto in un locale dove si esibiscono nuovi talenti, grazie al supporto delle sue ex colleghe del bar, all'aiuto di Kevin ed alla disinvoltura appresa al Coyote Ugly, vince la sua paura e realizza il suo sogno di scrivere canzoni. Infine riuscirà anche a riappacificarsi col suo ragazzo.

## Produzione

### Cast
In precedenza il ruolo di Violet fu offerto a Jessica Simpson, che rifiutò.
Nel film appare anche la cantante LeAnn Rimes, nella parte di se stessa, interpretando il brano principale della colonna sonora, Can't Fight the Moonlight, mentre la prima volta che Violet prova a cantare in un locale, si sente suonare in sottofondo un gruppo: sono i The Calling con Wherever You Will Go, canzone che ha sfondato in Italia quasi due anni dopo. La comparsata nel film ha avuto dunque luogo quando il gruppo non era ancora noto, dando loro popolarità.
Altri camei nel film sono quello di Johnny Knoxville, prima del successo di Jackass e di Michael Bay, che nel film interpreta un reporter con tanto di macchina fotografica.